# Tamburo da parata
Il tamburo da parata è uno strumento musicale. Questo tamburo è simile al rullante, ma con il fusto più profondo, in alcuni casi decorato in modo particolare, più adatto a esecuzioni all'aperto nell'ambito di bande militari, fanfare e "marching band".
Anche se non si sa con precisione l'anno della sua vera nascita il tamburo da parata è tuttora usato per festeggiamenti tipo fanfare o rievocazioni storiche, esso può avere diversi colori e diverse dimensioni.
Può essere realizzato in vari materiali, tradizionali e più moderni e ne esistono anche versioni prive di cordiera. È possibile trovare dei tamburi da parata realizzati con pelli di animale, attraverso le quali il suono esce più cupo e forte.

## Storia
Il tamburo da parata è stato uno strumento musicale, fra i più usati, già a partire dal medioevo.
Questo strumento veniva inizialmente usato per marce di guerra, sia per dare il tempo ai soldati in cammino che per dare ordini in battaglia, infatti attraverso i vari colpi del tamburo, codificati, i soldati potevano capire il comando dato anche senza aver sentito l'ordine del loro comandante.
Oggi viene usato, ad esempio, per dare il tempo agli sbandieratori per le loro acrobazie.